# Casque wz.65

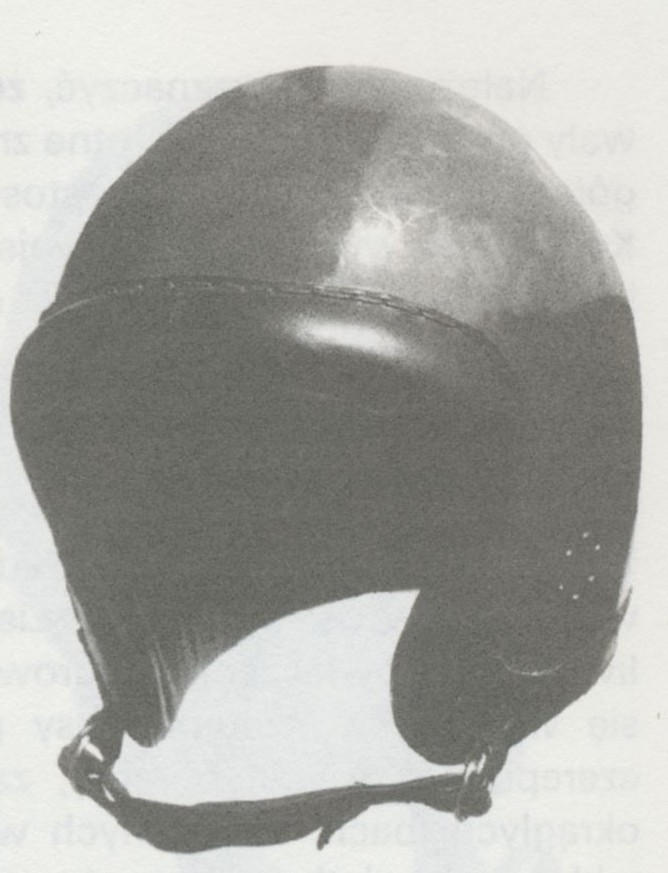
Casque wz. 65

Le casque wz.65 est un casque polonais utilisé pour l'entraînement de parachutistes. Il est introduit dans les années 1960.
La coque est réalisée en matière plastique en une seule pièce. Le casque protège la tête, le front et les oreilles. Il est doté, au niveau des oreilles, de six trous de chaque côté pour améliorer l'audition. Les bords du casque sont protégés par un bourrelet.
L'intérieur de la coque est revêtu de mousse et recouvert par une doublure de soie.
Le casque existe en deux couleurs: kaki (pour les troupes aéroportées) et blanche (pour les centres de formation).